# Habloville
Habloville est une commune française située dans le département de l'Orne en région Normandie, peuplée de 335 habitants (les Hablovillais).

## Géographie
La commune est aux confins de la Suisse normande et de la plaine d'Argentan. Son bourg est à 7 km à l'est de Putanges-Pont-Écrepin, à 9,5 km au nord d'Écouché, à 14 km au nord-ouest d'Argentan et à 14 km au sud de Falaise.
| Neuvy-au-Houlme  | Neuvy-au-Houlme               | Rônai           |
| Champcerie       | Habloville                    | Ri              |
| Giel-Courteilles | Giel-Courteilles, Montgaroult | Ri, Montgaroult |

### Hydrographie
La commune est située dans le bassin Seine-Normandie. Elle est drainée par la Baize, le fossé 01 de la Vieille Habloville, le fossé 01 du Chaussis, le fossé 01 du Riez, le ruisseau de la Fontaine Andre, le Val Renard et un autre petit cours d'eau.
La Baize, d'une longueur de 26 km, prend sa source dans la commune  et se jette  dans l'Orne en rive droite en limite de Isles-Bardel et de Rapilly, après avoir traversé douze communes. 

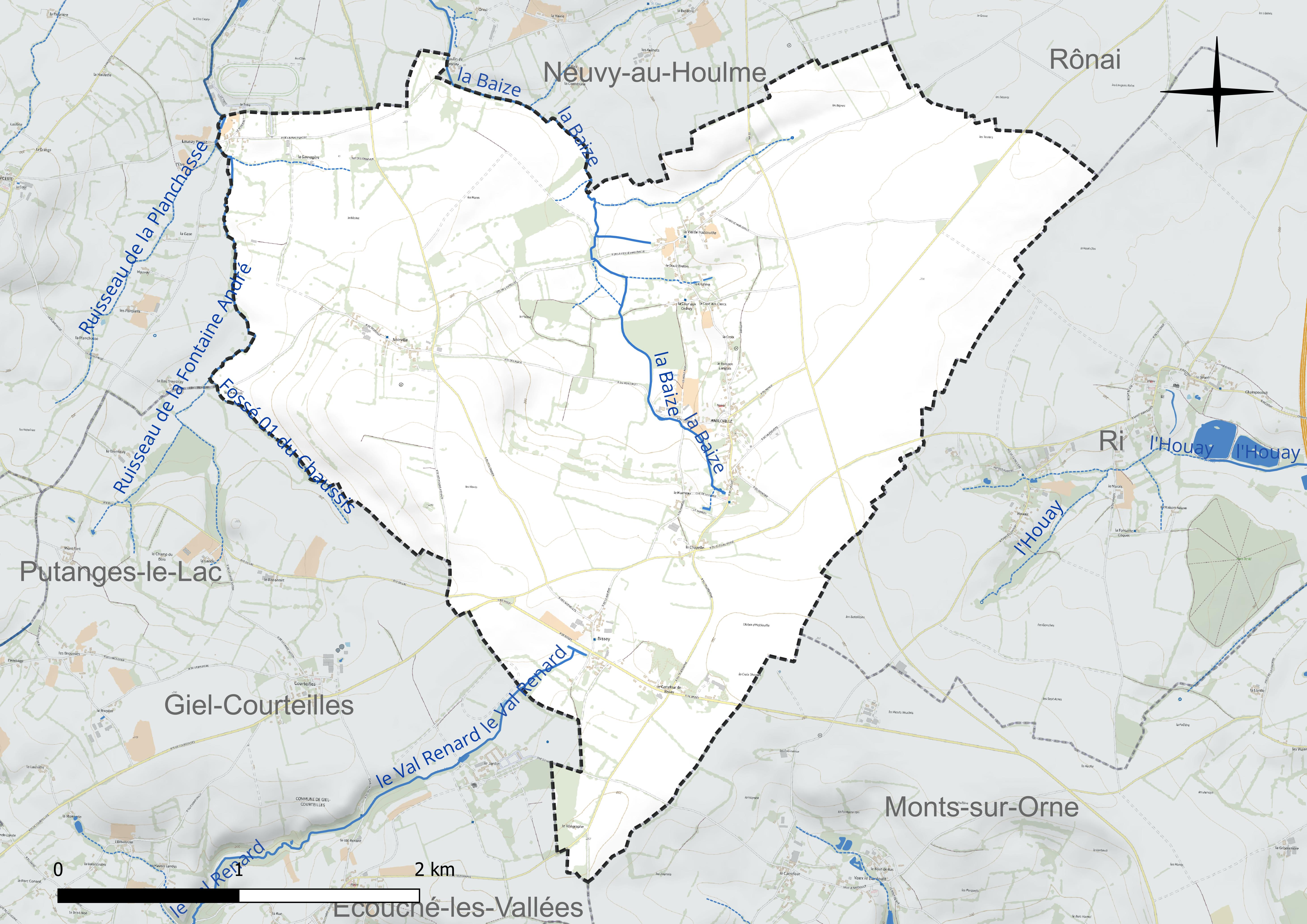
Réseau hydrographique d'Habloville.

### Climat
Pour des articles plus généraux, voir Climat de la Normandie et Climat de l'Orne.
En 2010, le climat de la commune est de type climat océanique altéré, selon une étude du CNRS s'appuyant sur une série de données couvrant la période 1971-2000. En 2020, Météo-France publie une typologie des climats de la France métropolitaine dans laquelle la commune est exposée à un climat océanique et est dans la région climatique Normandie (Cotentin, Orne), caractérisée par une pluviométrie relativement élevée (850 mm/a) et un été frais (15,5 °C) et venté. Parallèlement le GIEC normand, un groupe régional d’experts sur le climat, différencie quant à lui, dans une étude de 2020, trois grands types de climats pour la région Normandie, nuancés à une échelle plus fine par les facteurs géographiques locaux. La commune est, selon ce zonage, exposée à un « climat des plateaux abrités », se caractérisant par une pluviométrie et des contraintes thermiques modérées mais aussi, par effet de continentalité, des températures plus contrastées qu'au nord dans la plaine de Caen, avec communément 10 à 15 jours par an de plus de froid en hiver et de chaleur en été.
Pour la période 1971-2000, la température annuelle moyenne est de 10,1 °C, avec une amplitude thermique annuelle de 13,5 °C. Le cumul annuel moyen de précipitations est de 814 mm, avec 12,2 jours de précipitations en janvier et 7,6 jours en juillet. Pour la période 1991-2020, la température moyenne annuelle observée sur la station météorologique la plus proche, située sur la commune d'Argentan à 12 km à vol d'oiseau, est de 11,1 °C et le cumul annuel moyen de précipitations est de 691,9 mm,. Pour l'avenir, les paramètres climatiques de la commune estimés pour 2050 selon différents scénarios d’émission de gaz à effet de serre sont consultables sur un site dédié publié par Météo-France en novembre 2022.

## Urbanisme

### Typologie
Au 1er janvier 2024, Habloville est catégorisée commune rurale à habitat très dispersé, selon la nouvelle grille communale de densité à sept niveaux définie par l'Insee en 2022.
Elle est située hors unité urbaine et hors attraction des villes,.

### Occupation des sols
L'occupation des sols de la commune, telle qu'elle ressort de la base de données européenne d’occupation biophysique des sols Corine Land Cover (CLC), est marquée par l'importance des territoires agricoles (99,7 % en 2018), en augmentation par rapport à 1990 (96 %). La répartition détaillée en 2018 est la suivante : 
terres arables (63,1 %), prairies (29,2 %), zones agricoles hétérogènes (7,3 %), espaces verts artificialisés, non agricoles (0,3 %). L'évolution de l’occupation des sols de la commune et de ses infrastructures peut être observée sur les différentes représentations cartographiques du territoire : la carte de Cassini (XVIIIe siècle), la carte d'état-major (1820-1866) et les cartes ou photos aériennes de l'IGN pour la période actuelle (1950 à aujourd'hui).

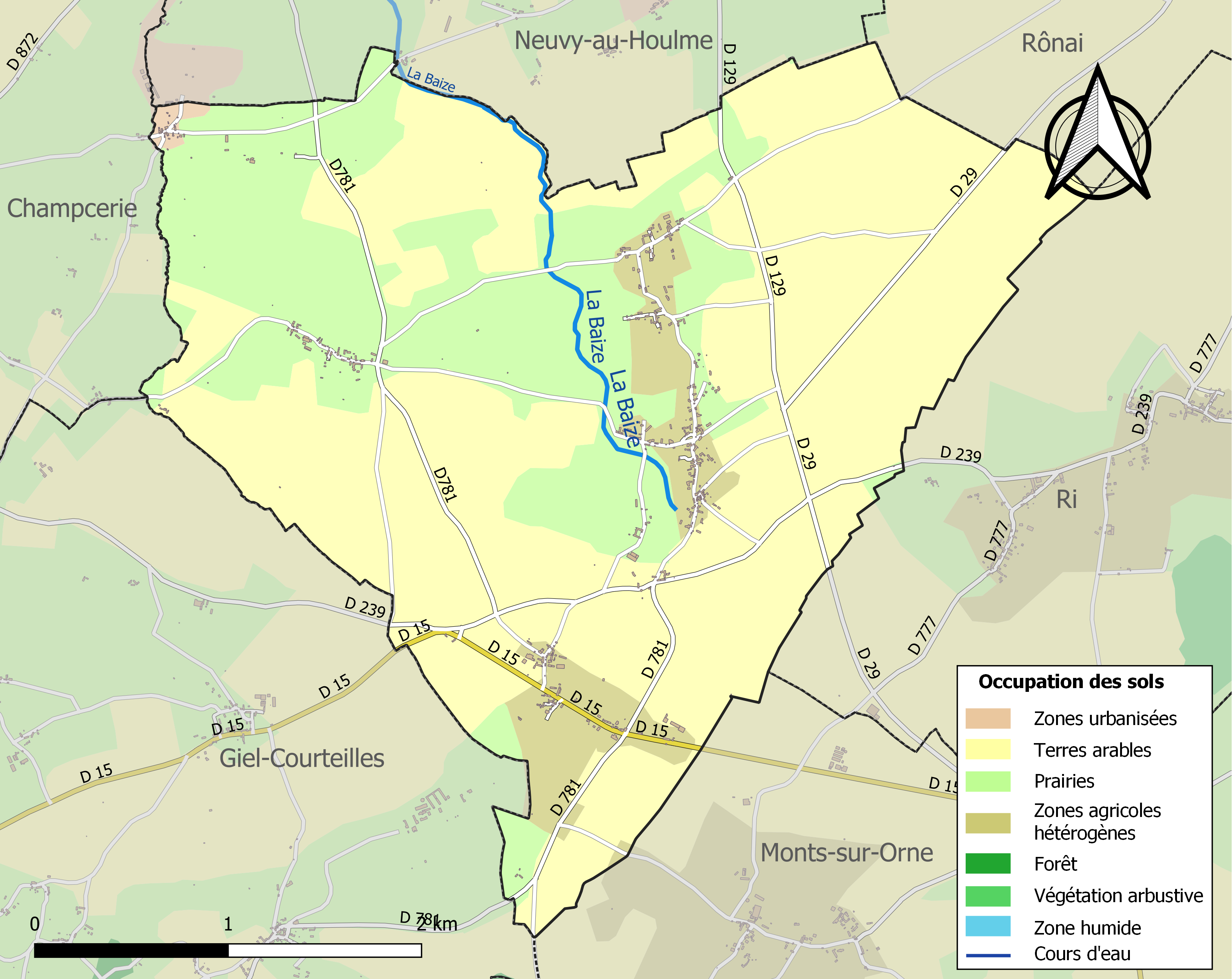
Carte des infrastructures et de l'occupation des sols de la commune en 2018 (CLC).

## Toponymie
Le nom de la localité est attesté sous les formes Hablotvilla et Ablovilla en 1053
Il s'agit d'une formation toponymique médiévale en -ville au sens ancien de « domaine rural », dont le premier élément est un anthroponyme dont l'identification pose un problème, de sorte qu'Albert Dauzat sur la base de deux formes anciennes qu'il cite, se contente d'un laconique « nom de personne germanique obscur ». René Lepelley, qui ne mentionne aucune forme ancienne, suggère d'y reconnaître le nom de personne germanique Albot (de Adalbodo), alors qu'il n'existe aucune trace d’une métathèse de [l] dans les formes citées par Albert Dauzat.
Remarque : il existe un nom de famille Hablot centré sur l'est de la France, qui est peut-être un hypocoristique de Habert, du germanique Had(e)bert (Albert Dauzat cite le patronyme Hablet) et un nom de personne scandinave Hafljótr. Par ailleurs, Elisabeth Ridel soutient l'idée que l'ancien terme dialectal hable est issu de l'ancien norrois hafn ou höfn (génitif hafnar), en tant que variante du mot havre, et qui s'explique par l'évolution phonétique suivante : [hafn] > [havn] > [havr] > [havl] > [habl]. Il en existe des occurrences en tant que nom commun dans les textes anciens, mais aussi dans la toponymie normande jusqu'à nos jours, cf. par exemple le port du Hable à Omonville-la-Rogue.
Homonymie avec Habloville sur la commune de Saint-Aubin-sur-Gaillon (Normandie, Eure) à environ 150 km.

## Histoire
Le dolmen des Bignes date du Néolithique.

## Politique et administration
| Période                                  | Période      | Identité         | Étiquette | Qualité                    |
| ---------------------------------------- | ------------ | ---------------- | --------- | -------------------------- |
| avant 1981                               | ?            | André Bonnesœur  |           |                            |
| 1995                                     | juillet 2020 | Victor Bellenger | SE        |                            |
| juillet 2020                             | En cours     | Joël Caron       | SE        | Retraité de la gendarmerie |
| Les données manquantes sont à compléter. |              |                  |           |                            |

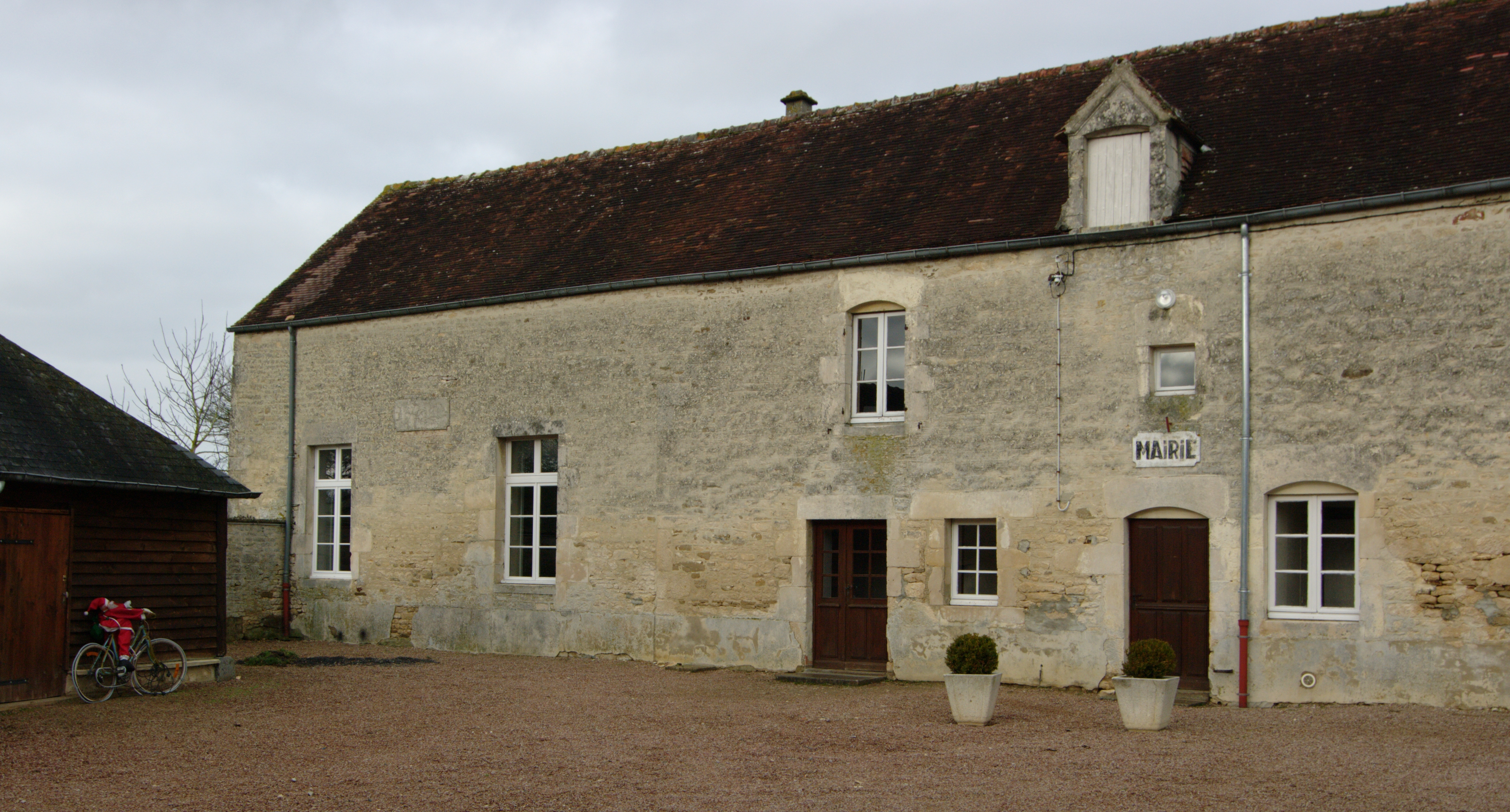
La mairie.

Le conseil municipal est composé de onze membres dont le maire et trois adjoints.

## Démographie
L'évolution du nombre d'habitants est connue à travers les recensements de la population effectués dans la commune depuis 1793. Pour les communes de moins de 10 000 habitants, une enquête de recensement portant sur toute la population est réalisée tous les cinq ans, les populations de référence des années intermédiaires étant quant à elles estimées par interpolation ou extrapolation. Pour la commune, le premier recensement exhaustif entrant dans le cadre du nouveau dispositif a été réalisé en 2005.
En 2022, la commune comptait 335 habitants, en évolution de +3,72 % par rapport à 2016 (Orne : −3,21 %, France hors Mayotte : +2,11 %).
Habloville a compté jusqu'à 978 habitants en 1821.
| 1793 | 1800 | 1806 | 1821 | 1836 | 1841 | 1846 | 1851 | 1856 |
| ---- | ---- | ---- | ---- | ---- | ---- | ---- | ---- | ---- |
| 860  | 804  | 917  | 978  | 805  | 784  | 776  | 743  | 711  |

| 1861 | 1866 | 1872 | 1876 | 1881 | 1886 | 1891 | 1896 | 1901 |
| ---- | ---- | ---- | ---- | ---- | ---- | ---- | ---- | ---- |
| 690  | 686  | 636  | 616  | 577  | 536  | 540  | 547  | 503  |

| 1906 | 1911 | 1921 | 1926 | 1931 | 1936 | 1946 | 1954 | 1962 |
| ---- | ---- | ---- | ---- | ---- | ---- | ---- | ---- | ---- |
| 476  | 474  | 363  | 392  | 387  | 401  | 409  | 362  | 359  |

| 1968 | 1975 | 1982 | 1990 | 1999 | 2005 | 2006 | 2010 | 2015 |
| ---- | ---- | ---- | ---- | ---- | ---- | ---- | ---- | ---- |
| 346  | 262  | 225  | 262  | 267  | 310  | 313  | 326  | 321  |

| 2020 | 2022 | - | - | - | - | - | - | - |
| ---- | ---- | - | - | - | - | - | - | - |
| 331  | 335  | - | - | - | - | - | - | - |

## Lieux et monuments
- Église Notre-Dame-de-la-Nativité (XIIIe siècle, complétée et remaniée), inscrite au titre des monuments historiques[35]. Elle abrite de nombreuses œuvres classées à titre d'objets[36].
- Tumulus des Hogues, classé monument historique[37].
- Dolmen de la Pierre aux Bignes, classé monument historique[38].
- Lavoir, source de la Baize.

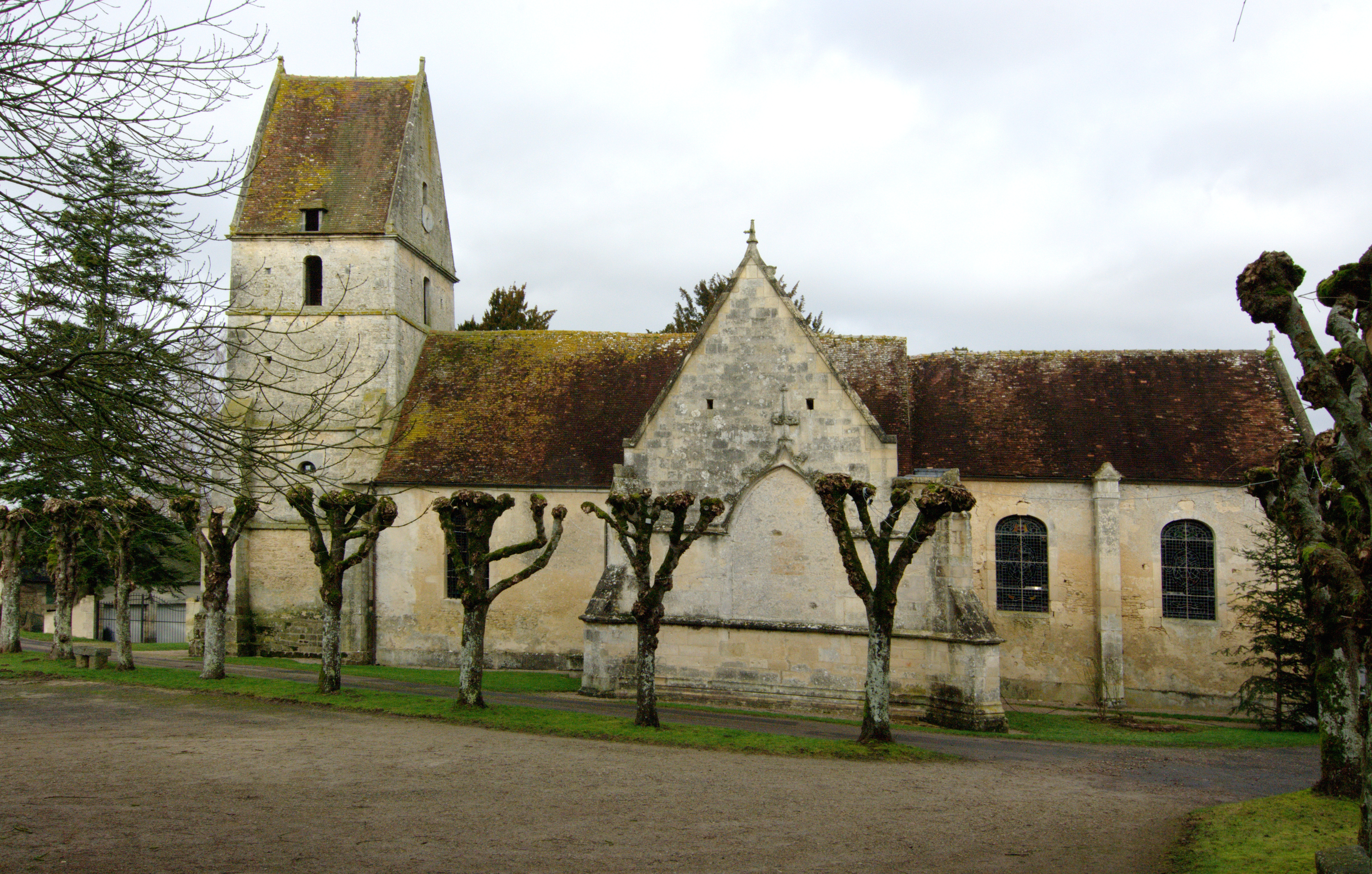
L'église Notre-Dame-de-la-Nativité.
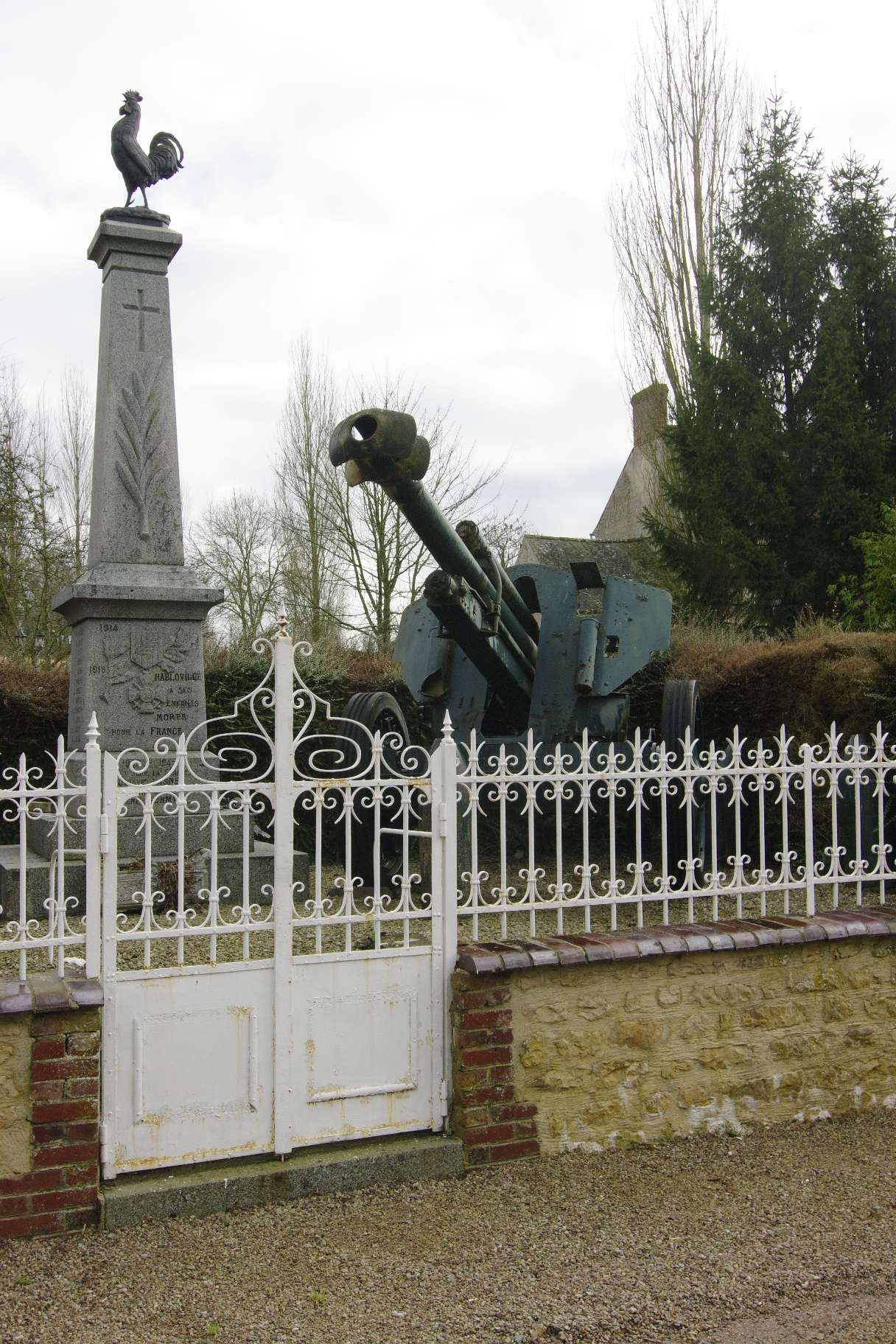
Le monument aux morts.
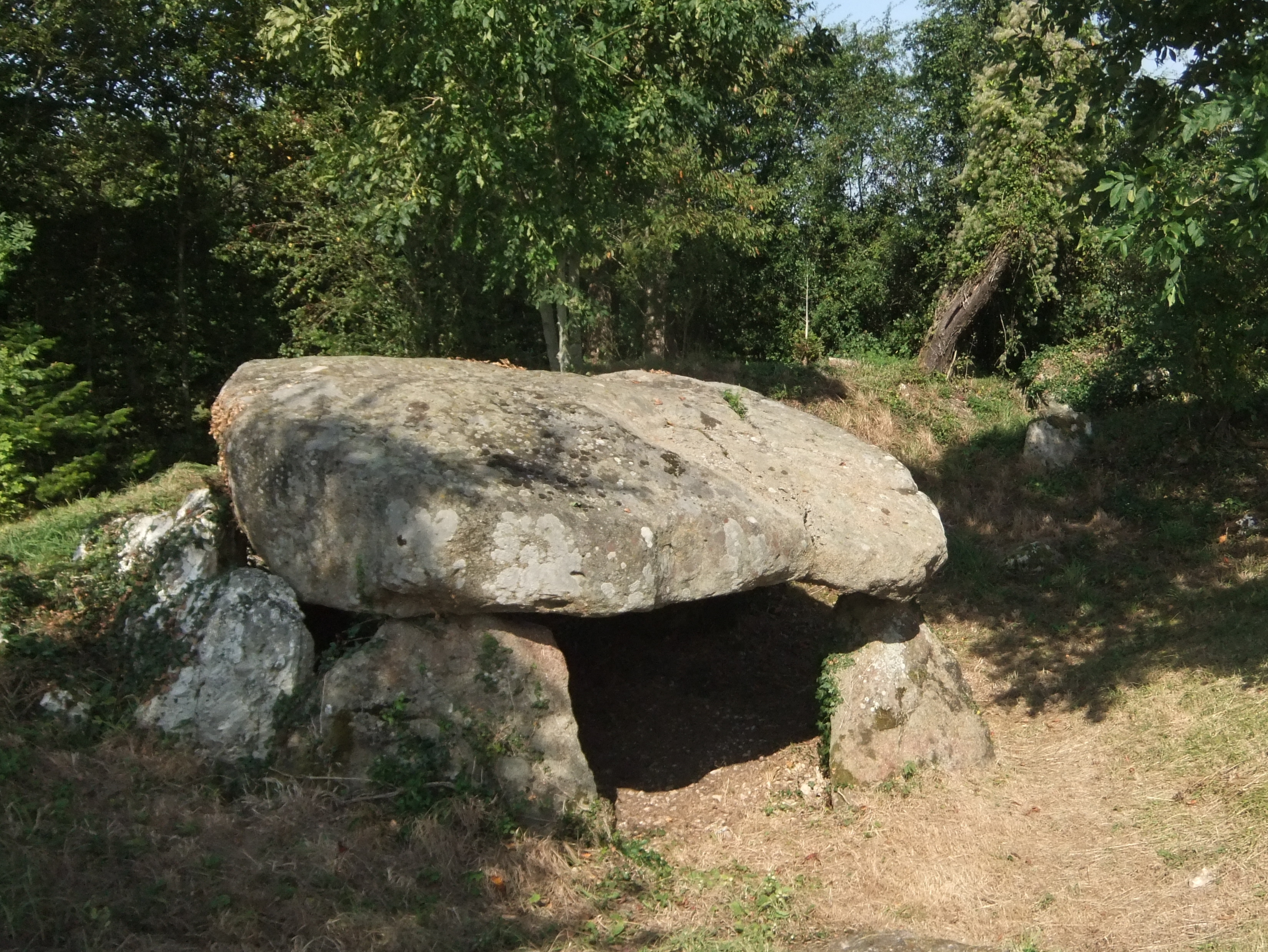
Le dolmen des Bignes.
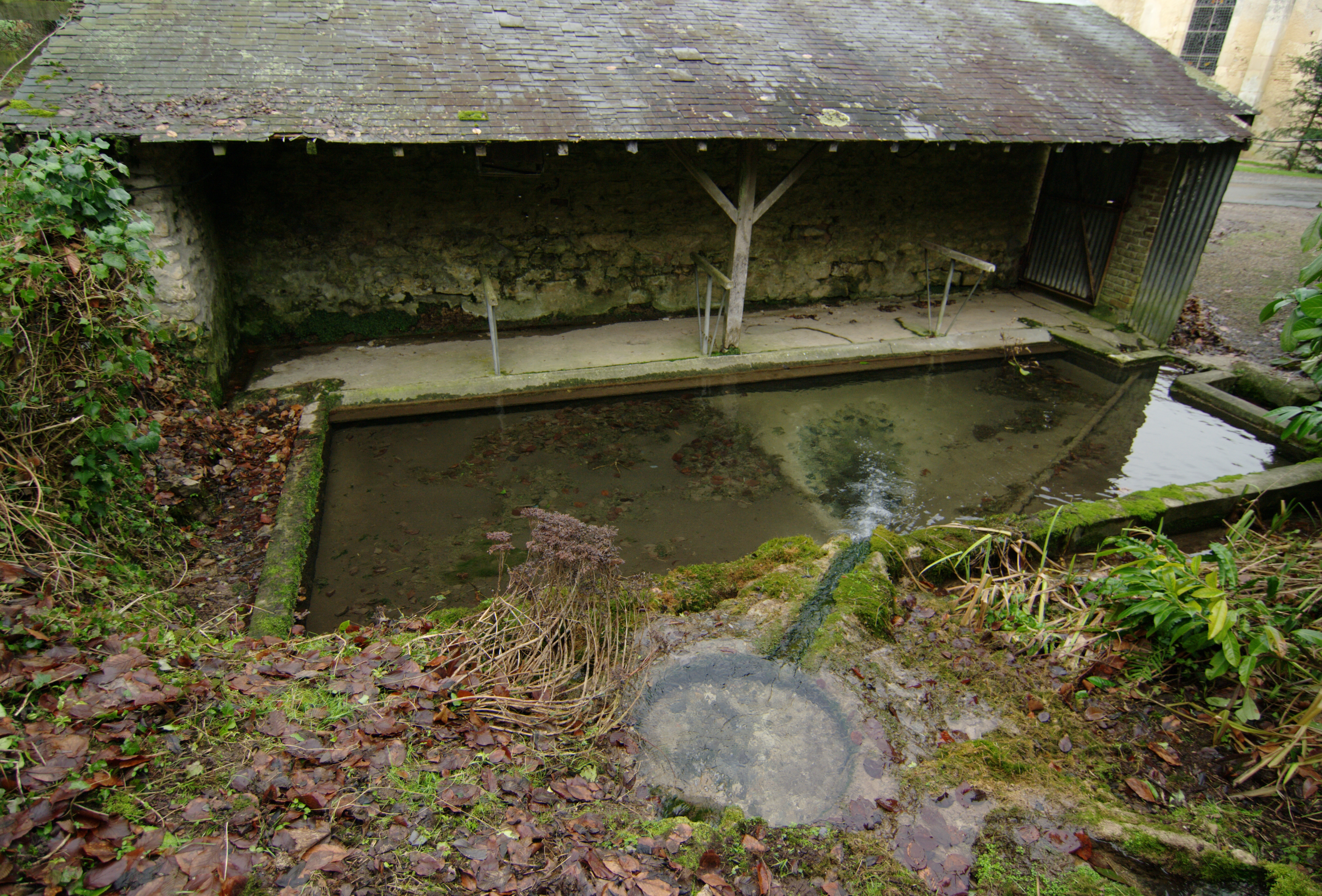
Le lavoir, source de la Baize.

## Activité et manifestations
- Fête communale avec vide-greniers en août.